# Кухарж, Томаш
Томаш Кухарж (чеш. Tomáš Kuchař; род. 25 августа 1976, Печки, Колин, Чехословакия) — чешский футболист, полузащитник.

## Карьера

### Клубная
Кухарж начал играть в футбол в академии клуба Млада-Болеслав, откуда в возрасте 16 лет переехал в пражский Богемианс 1905. Он был принят в первую команду в 1994 году и за три следующих года сыграл за клуб 52 матча в высшем дивизионе и 27 матчей во втором дивизионе. В 1997 году игрок перешёл в пражскую «Славию». В Славии он надолго стал игроком основного состава и за всё время выступления за клуб сыграл 137 матчей в высшем дивизионе, в которых забил двенадцать голов.
В начале 2003 года Кухарж решил попробовать себя за рубежом и перебрался в российский Шинник. Через год он вернулся в Чехию и играл на правах аренды в ФК Теплице. Покинув Ярославль, в сезоне 2004/05 Кухарж присоединился к польскому клубу Погонь.
В Польше Кухарж не преуспел и летом 2005 года покинул команду, чтобы тренироваться со своими бывшими одноклубниками в клубе третьего дивизиона Богемианс. В ноябре 2005 года он смог добиться расторжения контракта с Погонью и до начала зимнего перерыва сыграл две игры за Богемианс. С начала 2006 года Кухарж начал выступления за кипрский клуб Арис Лимасол и летом 2006 года добился вместе с клубом выхода в высший дивизион кипрского чемпионата.
В декабре 2007 года Кухарж завершил выступления за Арис и вернулся в Богемианс, но вновь сыграл за клуб всего два матча и отбыл в команду четвёртого дивизиона ФК Витковице.
Летом 2009 года Кухарж перешёл на правах аренды в клуб третьего дивизиона Локо-Влтавин. В 2010 году игрок завершил профессиональную карьеру.

### Международная
В 1996—1997 годах Кухарж сыграл три матча за молодёжную сборную Чехии.